# 劉國勳
劉國勳，MH，JP（1981年6月28日—），民建聯成員，現任香港立法會議員（新界北），前香港北區區議會欣盛選區議員。

## 簡介
劉於粉嶺祥華邨成長，香港中文大學社會學碩士，於2002年加入民建聯，曾任北區區議員、民建聯北區支部主席。
2007年香港區議會選舉，他在欣盛選區以4,159高票擊敗取得1,239票的前民主黨區議員劉德昌，成功當選，所得的票數在全香港排名第二，成新界區票王。
他亦參加了2008年香港立法會選舉，排於劉江華名單第六名。
其後他也參加了2011年香港區議會選舉，以4,791票的高票成功連任，更成為該屆區議會選舉中得票最高的男性當選者（俗稱「票王」）。亦是至2019年為止，男性候選人在區議會選舉中的最高得票，直至2019年才被民主黨鄭則文的6,824票打破。
2012年香港立法會選舉，民建聯於新界東分拆兩張名單出選，他排於陳克勤參選名單第二名，與其同樣未能當選。
2016年自動當選第六屆香港立法會（區議會一）議員，接替任期屆滿後不再連任的葉國謙。
2019年香港區議會選舉，出戰北區欣盛選區競逐連任的劉國勳未能當選，意味他不能遁區議會（第一）功能界別參選2020年香港立法會選舉。劉國勳落敗後，並視為2003年香港區議會選舉葉國謙落敗的翻版。
2021年香港立法會選舉，以70584票當選立法会議員（新界北）。
劉熟悉規劃程序及有關政策，尤其落力推動北部都會區。在民建聯內擔任常務委員、發展事務發言人及房屋事務副發言人。
他於2008年起開始關注新界東北發展計劃，與各方協調，2018年爭取引入免資產審查安排，加強清拆行動的特惠補償及安置安排，寮屋戶的特惠津貼由現時最高的60萬元，調高上限約120萬元。
在2021年5月，劉國勳曾在立法會大會上提出題為《口岸經濟帶動新界北發展》的議員議案，獲立法會通過。同年，劉率先提出北部都會區概念，發表《新界北建設香港新中心倡議書》，建議用十年時間建設「港深合作經濟帶」，讓新界北成為香港新中心，獲政府採納並發表《北部都會區發展策略》 。
劉在立法會多次跟進有關土地發展及北部都會區計劃，2022年發表《建設更好北部都會區》，在規劃、產業、土地房屋等方面的發展提出不同建議，獲施政報告接納，包括於2023年內成立兩個北部都會區委員會、將部分政府部門遷到北部都會區、以創科為發展產業、職住平衡發展、基建先行等。
劉國勳致力推動精簡發展規劃程序，包括減少重複程序、合併重覆公眾諮詢、同步進行多項發展相關條例等，以釋放土地資源加快發展；獲政府納入2021年施政報告及2022年施政報告，例如檢討及精簡環評程序，壓縮大型項目「生地」變「熟地」所需時間等。
他亦爭取以劃一賠償額收新界土地，以解決收地補償不公問題，加快興建公屋；獲政府接納建議，並於2022年5月宣布修訂收地補償制度，包括「特惠分區補償制度」由四級變兩級，劃一所有發展用途的收地補償，以及降低棕地業務經營者「露天與戶外業務經營者的特惠津貼」營運年期門檻及賠償限制。

## 社會公職
- 新界青年聯會副會長
- 新界社團聯會副理事長
- 民建聯發展事務發言人及房屋事務副發言人
- 香港中文大學校董事
- 香港數碼港管理有限公司董事
- 華潤置地有限公司香港事務戰略顧問
- 中國路橋(香港)有限公司首席顧問
- 五旬節靳茂生小學校友會幹事會主席
- 鳳溪第一中學校董

## 外部連結
- 2007年區議會選舉結果(北區)
- 北區區議會
- 青年民建聯[永久]

## 資料來源與註釋
1. ↑  .   [2025-05-05].
2. ↑  李八方. . 蘋果日報. 2016-05-03  [2016-10-30]. （原始内容存档于2020-12-10）.

| 議會席位      | 議會席位                                               | 議會席位      |
| ------------- | ------------------------------------------------------ | ------------- |
| 前任： 劉德昌 | 北區區議會 欣盛選區區議員 2008年1月1日－2019年12月31日 | 繼任： 林淑菁 |